# Some People Have Real Problems
Some People Have Real Problems es el cuarto álbum de estudio de la cantante australiana Sia, publicado en 2008. Del álbum se desprendieron los sencillos Day Too Soon, The Girl You Lost (To Cocaine) y Soon We'll Be Found, también se realizó un video para la canción Buttons, a pesar de no haber sido lanzada como sencillo se posicionó en algunas listas.
Para la promoción del álbum se realizaron una serie de conciertos desde antes del lanzamiento del álbum, uno de estos fue uno de los conciertos de la intérprete en 2007 que también sirvió para realizar la grabación de su álbum en vivo Lady Croissant, además de algunas presentaciones gratuitas en lugares públicos como Starbucks.

## Fondo
Sia, hablando sobre la inspiración para el nombre del álbum, dijo: "Durante la grabación, la gente entraba y se quejaba del tráfico, y yo decía: 'Algunas personas tienen problemas reales'. Están esperando un pulmón o no tienen madre", dice. "Pensé que sería un nombre gracioso para un álbum. Y luego pensé que si me hacía rico y exitoso recordaría no convertirme en un imbécil. Pero lo soy, así que no funcionó".

## Lista de canciones

### Versión Estándar
Todas las canciones escritas y compuestas por Sia y Sam Dixon, a excepción de las indicadas.. 
| Some People Have Real Problems |                                             |                                      |                    |  |
| N.º                            | Título                                      | Escritor(es)                         | Duración           |  |
| 1.                             | «Little Black Sandals»                      | Dan Carey, Furler                    | 4:14               |  |
| 2.                             | «Lentil»                                    |                                      | 4:27               |  |
| 3.                             | «Day Too Soon»                              |                                      | 4:24               |  |
| 4.                             | «You Have Been Loved»                       | Furler, C. Jones, Peter-John Vettese | 4:23               |  |
| 5.                             | «The Girl You Lost»                         | Rob Allum, Furler                    | 2:40               |  |
| 6.                             | «Academia»                                  | Furler                               | 3:16               |  |
| 7.                             | «I Go To Sleep»                             | Ray Davies                           | 3:47               |  |
| 8.                             | «Playground»                                | Dixon, Felix Bloxsom, Furler         | 3:29               |  |
| 9.                             | «Death By Chocolate»                        | Furler, Greg Kurstin                 | 5:03               |  |
| 10.                            | «Soon We'll Be Found»                       | Furler, Rick Nowels                  | 4:21               |  |
| 11.                            | «Electric Bird»                             | Furler, Henry Binns                  | 4:26               |  |
| 12.                            | «Beautiful Calm Driving»                    |                                      | 5:02               |  |
| 13.                            | «Lullaby» (contiene el tema Buttons oculto) | Buttons: Freescha, Furler            | 7:48 (4:31 / 3:17) |  |
| 59:15                          |                                             |                                      |                    |  |

### Bonus Tracks de Opendisc
Al comprar el CD, se podían descargar 4 canciones adicionales: Buttons, Blame It on the Radio, Cares at the Door (cara B de Day Too Soon en Reino Unido) y Bring It to Me. Las cuales se descargaban a través de intranet en la plataforma Opendisc, la cual permitía a los fanes ver material exclusivo como vídeos y fechas para el tour. Tras el desuso del CD y el fracaso del formato Opendisc en los álbumes de las discográficas, la plataforma se descontinuó borrando sus servicios, por lo que actualmente la descarga de los bonus tracks ya no está disponible (aunque Buttons está de forma física en los CD).
| N.º | Título                                                      | Escritor(es)     | Duración |  |
| 1.  | «Buttons»                                                   | Freescha, Furler |          |  |
| 2.  | «Blame It on the Radio»                                     |                  |          |  |
| 3.  | «Cares at the Door» (cara B de Day Too Soon en Reino Unido) |                  |          |  |
| 4.  | «Bring It to Me»                                            |                  |          |  |

### Otras versiones
Existen muchas canciones de las sesiones de grabación que finalmente no se publicaron.
También hubo 12 versiones diferentes (contando los discos promocionales) del mismo disco, entre ellos:
- Australian Tour Edition: Contiene un CD Bonus de remixes. Esta versión sólo estuvo disponible en Australia y Nueva Zelanda. También contiene Buttons y el resto de bonus tracks.

- Japan Edition:  Contiene Buttons cómo una pista aparte, más dos bonus tracks Day Too Soon (Mock And Toof Mix) y Buttons (CSS Mix).

- Limited Edition 2009 CD&DVD Tour Version: Contiene un digipack con el DVD TV is my parent y cuenta con Buttons cómo una pista aparte.

## Listas y ventas
Tras su lanzamiento, el álbum entró en la lista estadounidense Billboard 200 en el número 26, vendiendo 20.000 copias en su primera semana. El álbum fue elegido mejor álbum pop de 2008 en iTunes.

### Semanales
| Lista (2008)                                        | Posición más alta |
| --------------------------------------------------- | ----------------- |
| Australia (Australian ARIA Albums Chart)            | 41                |
| Australia (Australian Independent Album Charts)     | 1                 |
| Bélgica (Belgian Albums Charts) (Flanders)          | 83                |
| Estados Unidos (Billboard 200)                      | 26                |
| Estados Unidos (Billboard Comprehensive Albums)     | 26                |
| Estados Unidos (Top Modern Rock/Alternative Albums) | 5                 |
| Estados Unidos (Top Digital Albums)                 | 5                 |
| Estados Unidos (Billboard Tastemakers)              | 10                |
| Francia (French Albums Chart)                       | 58                |
| Irlanda (Irish Albums Chart)                        | 92                |

### Certificaciones
| País      | Organismo certificador | Certificación | Ventas certificadas | Ref.  |
| --------- | ---------------------- | ------------- | ------------------- | ----- |
| Australia | ARIA                   | Oro           | 35 000              | [ 4 ] |

### Sencillos
El primer sencillo fue Day Too Soon y fue publicado el 12 de noviembre de 2007 en Reino Unido. A éste le siguió el sencillo más exitoso del álbum: The Girl You Lost el 21 de abril de 2008 y, posteriormente, Soon We'll Be Found, publicado el 13 de octubre de 2008.
| Año  | Sencillo            | Lista                        | Posición más alta |
| ---- | ------------------- | ---------------------------- | ----------------- |
| 2007 | Day Too Soon        | Reino Unido, Singles Chart   | -                 |
| 2008 | The Girl You Lost   | EE. UU., Hot Dance Club Play | 8                 |
| 2008 | The Girl You Lost   | Global Dance Tracks          | 24                |
| 2008 | The Girl You Lost   | Dutch Top 40                 | 11                |
| 2008 | The Girl You Lost   | España                       | 12                |
| 2008 | Soon We'll Be Found | Reino Unido, Singles Chart   | 94                |

## Comercialización
| País           | Fecha               | Discográfica               | Referencia |
| -------------- | ------------------- | -------------------------- | ---------- |
| Estados Unidos | 8 de enero de 2008  | Monkey Puzzle / Hear Music | HMCD–30629 |
| Reino Unido    | 14 de enero de 2008 | Monkey Puzzle              | MPRCDC1    |